# 罗曼 (马恩省)
罗曼（法語：Romain，法語發音：[ʁɔmɛ̃] ⓘ）是法国马恩省的一个市镇，位于该省西北部，属于兰斯区。

## 地理
罗曼（49°19'49"N, 3°46'14"E）面积8.46 平方千米，位于法国大東部大區马恩省，该省份为法国东北部内陆省份，北起阿登省，西北接埃纳省，西南接塞纳-马恩省，南至奥布省，东南接上马恩省，东临默兹省。
与罗曼接壤的市镇（或旧市镇、城区）包括：默里瓦勒、米斯库尔、库尔朗东、韦勒河畔布勒伊、韦勒河畔蒙蒂尼、旺特莱、巴略莱菲姆、莱塞特瓦隆。

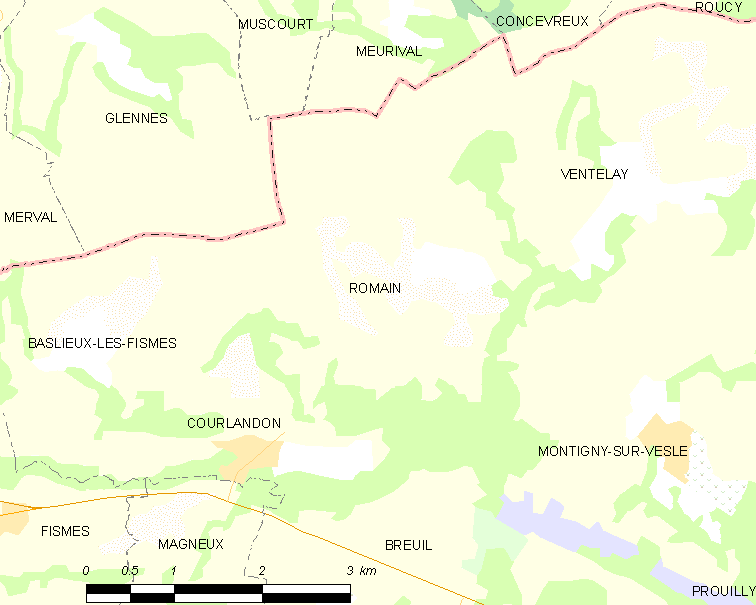
的OSM定位图

罗曼的时区为UTC+01:00、UTC+02:00（夏令时）。

## 行政
罗曼的邮政编码为51140，INSEE市镇编码为51464。

## 政治
罗曼所属的省级选区为菲姆-兰斯山县。

## 人口

1962-2008年间人口变化图示

罗曼于2022年1月1日时的人口数量为325人。